# Covadonga Peremarch Palomares
Covadonga Peremarch Palomares   (Alacant, 25 de desembre de 1990) és una sociòloga, especialista en igualdad de gènere. Activista feminista i política valenciana, diputada a les Corts Valencianes en la IX legislatura.
És llicenciada en sociologia per la Universitat d'Alacant i cursant un màster en Gènere i igualtat en l'àmbit públic i privat per la Universitat Jaume I de Castelló.
Des de 2013 ha treballat com a monitora en tallers d'igualtat i prevenció de violència de gènere i drets humans en centres d'ensenyament secundari de la província d'Alacant. Membre de Podem, és consellera ciutadana de participació d'aquest partit a Alacant i fou escollida diputada a les eleccions a les Corts Valencianes de 2015.
El gener de 2016, Podem, la va acusar sense proves de participar en irregularitats en les primàries internes d'Alacant celebrades un any abans. Peremarch va optar per no lliurar l'acta de diputada, i actuar com a diputada no adscrita. Membre durant la legislatura de la Comissió d'Igualtat i Politiques LGTB.